# Јасна Ани
Јасна Ани (Београд, 1982) српски је писац. Завршила je студије арапског језика и књижевности. До сада је објавила две књиге поезије, заступљена је у једној антологији, песме су јој преведене на енглески и француски језик. Живи у Београду, преводи са арапског и енглеског језика.

## Награде и признања
- Гост песник на међунардоном фестивалу поезије „Глас Медитерана“ („Voix de la Méditerranée“) у Лодеву у Француској 2013.[1]
- Добитница Пекићеве награде за поезију за 1999 и 2000.
- Добитиница награде за поезију на Лимским вечерима поезије 2000.

## Објављена дела
- Пут из тишине, Књижевна омладина Србије, Београд, 1999.  80486668
- Безимене, Књижевно друштво „Свети Сава“.   193085708

### Антологије, зборници, избори
- , , 2011.
- Voix de la Méditerranée – Lodev, 2013.